# أورلاندو إنغيلار

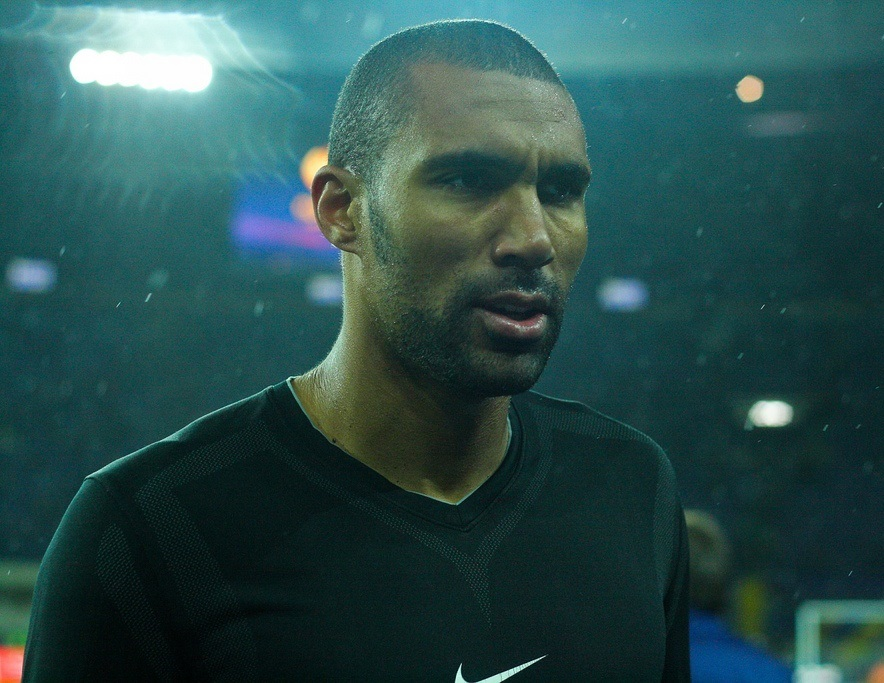
أورلاندو إنغيلار

أورلاندو إنغيلار (بالهولندية:Orlando Engelaar)، من مواليد 24 أغسطس 1979 في روتردام في هولندا، لاعب كرة قدم هولندي.

## مهنته الرياضية
يلعب مع نادي نادي آيندهوفن الهولندي منذ عام 2009. ويلعب مع منتخب هولندا لكرة القدم في عام 2007.

## وصلات خارجية
- أورلاندو إنغيلار على موقع الاتحاد الأوربي (الإنجليزية)
- أورلاندو إنغيلار على موقع قاعدة بيانات كرة القدم.إي يو (الإنجليزية)
- أورلاندو إنغيلار على موقع بيانات كرة القدم. دي إي (الألمانية)
- أورلاندو إنغيلار على موقع ناشيونال فوتبول تيمز (الإنجليزية)
- أورلاندو إنغيلار على موقع Soccerway.com (الإنجليزية)
- أورلاندو إنغيلار على موقع كووورة
- أورلاندو إنغيلار على موقع AS.com (الإسبانية)